# Auguste Digot
Auguste Sébastien Antoine Digot, né le 28 août 1815 à Nancy et mort dans cette même ville le 29 mai 1864, est un historien français qui se consacra à l'histoire de la Lorraine. 

## Biographie
Auguste Digot étudie à Nancy puis à la faculté de droit de Strasbourg où il obtient un doctorat en droit en 1840. Inscrit à l'ordre des avocats de sa ville natale, il n'exerce cependant pas, préférant vivre de ses rentes et effectuer des recherches historiques.
Catholique, membre des sociétés de Saint-François-Régis et Saint-Vincent-de-Paul, il siège aussi au comité protecteur des Frères des Écoles chrétiennes. Ses premières recherches s'intéressent naturellement à l'histoire religieuse et sont publiées dans des journaux catholiques : L'Univers et L'Espérance, courrier de Nancy.
Membre correspondant de l'Académie de Stanislas à partir de 1841, il en devient sept fois secrétaire annuel. Il figure en 1848 comme membre fondateur de la Société d'archéologie lorraine. Ses recherches reflètent alors ses intérêts pour l'histoire lorraine, des objets et des monuments. Il est successivement membre de la commission des monuments religieux du diocèse de Nancy et inspecteur des monuments du département de la Meurthe. Il siège également au comité du Musée historique lorrain et à la commission de surveillance de la Bibliothèque publique de Nancy.
Au moment de son décès, il préparait un ouvrage sur l'histoire de l'université de Pont-à-Mousson.
Giorné Viard réalisa au moins deux portraits d'Auguste Digot : un buste (disparu dans l'incendie du Musée lorrain en 1871) et un bas-relief en bronze.
Une voie piétonne de Nancy, le passage Digot, a été renommée en son honneur en 1901.

## Principales publications
Cet avocat, membre de l'Académie de Stanislas, est l'auteur de plusieurs articles et ouvrages :
- Histoire de la Lorraine, en 6 tomes, 2e édition, chez G. Crépin-Leblond à Nancy, en 1880 tome 1, tome 2, tome 3, tome 4, tome 5, tome 6 - Reprint Ed. Lacour-Ollé, 2002 -  (ISBN 2-84149-253-2)
- Histoire de Neufchâteau, (Reprint Ed. Lorisse, déc. 2004)  120 pages  (ISBN 2-87760-424-1)
- Notice biographique et littéraire sur Dom Augustin Calmet (1860) (lire en ligne)
- Éloge historique de Charles Louis Hugo, abbé d'Étival, évêque de Ptolémaïde. Mémoires de la Société Royale des Sciences, Arts et Lettres de Nancy, 1842, pp 100-169.
- Histoire du royaume d'Austrasie en 4 tomes (Vagner, Nancy, 1863) tome 1, tome 2, tome 3, tome 4. Cet ouvrage est considéré par Louis Lacroix, professeur à la faculté des lettres de Nancy, comme « neuf et original, abondant en aperçus ingénieux et hardis, en discussions serrées et vigoureuses, en découvertes de l'érudition la plus rare et la plus profonde. »
- Mémoire sur les décorations des chapitres de Lorraine, Lucien Wiener éditeur, Nancy, 1864, 41 p. + 4 pl.